# Episodi di Grey's Anatomy (seconda stagione)
La seconda stagione della serie televisiva Grey's Anatomy, composta da ventisette episodi, è stata trasmessa negli Stati Uniti dal 25 settembre 2005 al 15 maggio 2006 sul canale ABC. Con 19.840.000 telespettatori, è il quinto programma più seguito della stagione televisiva USA 2005-2006.
In Italia la stagione è stata trasmessa in prima visione dal 20 febbraio al 31 luglio 2006 su Fox Life di Sky. In chiaro è andata in onda dal 19 gennaio all'11 maggio 2007 su Italia 1.
Kate Walsh entra a far parte del cast regolare dopo la breve apparizione fatta con il suo personaggio, la dott.ssa Addison Forbes-Montgomery, nell'episodio finale della prima stagione.
Sara Ramírez appare in otto episodi a partire dall'episodio 2x19 nel ruolo della dott.ssa Callie Torres; sarà tra i protagonisti fissi della serie a partire dalla terza stagione.
Eric Dane appare in un episodio (il 2x18) nel ruolo del dott. Mark Sloan; sarà tra i personaggi fissi della serie a partire dalla terza stagione.
Brooke Smith appare negli ultimi tre episodi della stagione nel ruolo della dott.ssa Erica Hahn; dopo altre apparizioni sporadiche nella terza stagione, sarà tra i protagonisti della quarta stagione.
| nº | Titolo originale                              | Titolo italiano                         | Prima TV USA      | Prima TV Italia  |
| -- | --------------------------------------------- | --------------------------------------- | ----------------- | ---------------- |
| 1  | Raindrops Keep Falling On My Head             | La pioggia                              | 25 settembre 2005 | 20 febbraio 2006 |
| 2  | Enough Is Enough (No More Tears)              | Quando è troppo è troppo                | 2 ottobre 2005    | 27 febbraio 2006 |
| 3  | Make Me Lose Control                          | Una giornata da dimenticare             | 9 ottobre 2005    | 6 marzo 2006     |
| 4  | Deny, Deny, Deny                              | Negare, negare, negare                  | 16 ottobre 2005   | 13 marzo 2006    |
| 5  | Bring The Pain                                | Il potere del dolore                    | 23 ottobre 2005   | 20 marzo 2006    |
| 6  | Into You Like a Train                         | Dentro di te come un treno              | 30 ottobre 2005   | 27 marzo 2006    |
| 7  | Something To Talk About                       | Qualcosa di cui parlare                 | 6 novembre 2005   | 3 aprile 2006    |
| 8  | Let It Be                                     | Lascia che sia                          | 13 novembre 2005  | 10 aprile 2006   |
| 9  | Thanks For The Memories                       | Grazie per i ricordi                    | 20 novembre 2005  | 17 aprile 2006   |
| 10 | Much Too Much                                 | Davvero troppo                          | 27 novembre 2005  | 24 aprile 2006   |
| 11 | Owner Of A Lonely Heart                       | Cuori solitari                          | 4 dicembre 2005   | 1º maggio 2006   |
| 12 | Grandma Got Run Over By A Reindeer            | Lo spirito del Natale                   | 11 dicembre 2005  | 8 maggio 2006    |
| 13 | Begin To Begin                                | Ricominciare                            | 15 gennaio 2006   | 15 maggio 2006   |
| 14 | Tell Me Sweet Lies                            | Tenere piccole bugie                    | 22 gennaio 2006   | 22 maggio 2006   |
| 15 | Break On Through                              | La linea                                | 29 gennaio 2006   | 29 maggio 2006   |
| 16 | It's The End Of The World                     | Apocalisse (Codice nero)                | 5 febbraio 2006   | 6 giugno 2006    |
| 17 | (As We Know It)                               | Presentimento (Codice nero)             | 12 febbraio 2006  | 12 giugno 2006   |
| 18 | Yesterday                                     | Ieri                                    | 19 febbraio 2006  | 19 giugno 2006   |
| 19 | What Have I Done To Deserve This?             | Che cosa ho fatto per meritarmi questo? | 26 febbraio 2006  | 26 giugno 2006   |
| 20 | Band Aid Covers And Bullet Hole               | Quando un cerotto non basta             | 12 marzo 2006     | 3 luglio 2006    |
| 21 | Superstition                                  | Se un soldino troverai...               | 19 marzo 2006     | 10 luglio 2006   |
| 22 | The Name Of The Game                          | Le regole del gioco                     | 2 aprile 2006     | 17 luglio 2006   |
| 23 | Blues For Sister Someone                      | Combattere                              | 30 aprile 2006    | 24 luglio 2006   |
| 24 | Damage Case                                   | Questione di equilibrio                 | 7 maggio 2006     | 24 luglio 2006   |
| 25 | 17 Seconds                                    | 17 secondi                              | 14 maggio 2006    | 24 luglio 2006   |
| 26 | Deterioration of the Fight or Flight Response | Fuggire o restare                       | 15 maggio 2006    | 31 luglio 2006   |
| 27 | Losing My Religion                            | Ho perso il mio credo                   | 15 maggio 2006    | 31 luglio 2006   |

## La pioggia
- Titolo originale: Raindrops Keep Falling On My Head
- Diretto da: Peter Horton
- Scritto da: Stacy McKee

### Trama
Mentre Meredith e Cristina parlano al bar delle loro relazioni e fanno a gara fra chi delle due sta messa peggio, le loro lamentele vengono interrotte da Joe, il barista, che perde i sensi e cade a terra.
Nel frattempo Webber, il capo, appena operato alla testa, decide di assegnare l'incarico di primario ad interim a uno dei suoi due chirurghi migliori, Burke, creando ovviamente disappunto in Derek.
Webber inoltre chiede a George di riferirgli tutto ciò che succede nel suo ospedale e di trasformarsi, quindi, in una sorta di detective. George si concentra piuttosto su come poter aiutare Joe a ottenere i soldi per la costosa operazione a cui dev'essere sottoposto. Grazie al grande gesto di George, lui e Alex si riappacificano.
Intanto Meredith scopre che Derek è stato tradito da Addison con il suo migliore amico, Mark.
Burke tronca la relazione con Cristina, e alla fine lei chiede a Meredith di accompagnarla in clinica per l'interruzione di gravidanza.
- Guest star: Steven W. Bailey (Joe), Wendy Gazelle.
- Riferimento del titolo: Il titolo fa riferimento al brano scritto da Burt Bacharach e Hal David, cantato da B. J. Thomas nel film Butch Cassidy.

## Quando è troppo è troppo
- Titolo originale: Enough Is Enough (No More Tears)
- Diretto da: Peter Horton
- Scritto da: James D. Parriott

### Trama
George viene obbligato dalla Bailey a occuparsi, insieme a Olivia, di un paziente praticamente morto, tentando inutilmente di rianimarlo. È una delle esperienze con cui Miranda Bailey insegna ai suoi specializzandi.
Meredith si occupa di un ragazzo con un'occlusione intestinale poiché ha volontariamente ingerito dieci teste di bambole Judie.
Adele, la moglie di Richard Webber, lo va a prendere in ospedale per riportarlo a casa.
Izzie vede Alex intento a convincere un ragazzo diciottenne, Scott, a salvare la vita del padre con la donazione di una parte del suo fegato, anche se è un uomo violento con la madre. Tutti gli specializzandi hanno il loro punto di vista sulla vicenda, ma Burke insegna loro a fare i chirurghi: non è compito loro capire se è giusto o meno, ma solo operare chi ne ha bisogno. Il ragazzo alla fine decide di donare il fegato al padre, ma solo a condizione che la madre lo lasci per sempre. Izzie si rende conto che Alex ha un passato triste alle spalle e, vedendolo sotto una luce diversa, intravede la possibilità di avere una relazione con lui.
George lascia Olivia, dicendole di essere interessato a un'altra ragazza.
- Guest star: Loretta Devine (Adele Webber), Sarah Utterback (Infermiera Olivia), Scott Michael Campbell, Romy Rosemont, Lukas Behnken.
- Riferimento del titolo: Il titolo fa riferimento all'omonimo duetto inciso da Barbra Streisand e Donna Summer.

## Una giornata da dimenticare
- Titolo originale: Make Me Lose Control
- Diretto da: Adam Davidson
- Scritto da: Krista Vernoff

### Trama
Ellis Grey viene ricoverata in ospedale per una presunta diverticolite e quando Meredith se la trova davanti fuori controllo non sa che fare.
George deve occuparsi di Ellis Grey, ma lei, convinta di essere al lavoro, non si lascia toccare da lui scambiandolo per Tatcher, il suo ex marito e padre di Meredith.
Alex si occupa di una ragazza che arrossisce in modo molto evidente e decide di sottoporsi a un'operazione per eliminare tale problema.
Cristina è in sala operatoria con Burke a eseguire una toracotomia, quando lei si sente male e sviene perdendo così il bambino e una tuba, a causa di una gravidanza extrauterina. La dottoressa Addison la opera, mentre la Bailey e Izzie si prendono cura di lei. Bailey mostra sempre più quanto sia materna e sinceramente affezionata ai suoi specializzandi. Izzie si lega ad Alex, Meredith è divisa tra il dolore per la malattia di sua madre, che si scopre possa avere il cancro, la situazione di Cristina e la sua storia con Derek.
Intanto, mentre Webber insiste con Addison affinché lei rimanga a lavorare a Seattle, lei bacia Derek e gli dice di essere ancora innamorata di lui.
- Guest star: Kate Burton (Dr. Ellis Grey), Angela Goethals.
- Riferimento del titolo: Il titolo fa riferimento all'omonimo brano cantato da Eric Carmen.

## Negare, negare, negare
- Titolo originale: Deny, Deny, Deny
- Diretto da: Wendey Stanzler
- Scritto da: Zoanne Clack

### Trama
Cristina, nonostante sia ancora convalescente, cerca a tutti i costi di tornare al lavoro, anche per liberarsi dalla presenza della madre.
Addison consegna a Derek i documenti del divorzio, dicendogli che, se lui firmerà, lei se ne tornerà subito a New York. Derek tuttavia non riesce ancora a firmarli, mentre lei continua ad avere pazienti in ospedale.
Alex ha a che fare con un uomo che si è sparato alla testa e, nonostante ciò, cammina e parla. È stata la moglie a sparargli, a causa di un tradimento da parte dell'uomo.
George si occupa ancora di Ellis Grey, che pensa di essere ancora un chirurgo e si aggira per l'ospedale.
Izzie si occupa di una donna, figlia di missionari, che ha viaggiato molto nel mondo. La donna soffre di sincope e aritmie ventricolari: la verità è che la donna si provoca crisi cardiache da sola, per restare in ospedale ed essere accudita. È proprio Cristina a fare per prima la diagnosi esatta e la consapevolezza di aver avuto ragione la fa, finalmente, crollare e fa sfogare la forte tensione accumulata. In questo modo Cristina si riavvicina anche a Burke.
Alex chiede a Izzie di uscire e lei accetta.
Alex è stato bocciato all'esame di specializzazione e ora ha un'unica chance per riprovarci.
La Bailey si occupa di Jeremiah Tate, un ragazzo ventiseienne che è suo paziente da oltre cinque anni, malato di fibrosi cistica e al quale lei è molto legata. Il ragazzo muore durante un intervento in cui la Bailey, Meredith e Addison tentavano di salvargli la vita.
- Guest star: Steven W. Bailey (Joe), Kate Burton (Dr. Ellis Grey), Thomas Ian Nicholas, Don McManus, Tsai Chin, Lee Garlington, Katherine LaNasa.
- Riferimento del titolo: Il titolo fa riferimento all'omonimo brano di Brooks & Dunn.

## Il potere del dolore
- Titolo originale: Bring The Pain
- Diretto da: Mark Tinker
- Scritto da: Shonda Rhimes

### Trama
Izzie è furibonda con Alex per il modo freddo con cui l'ha trattata durante il loro appuntamento.
Meredith è arrabbiata con Derek perché non ha ancora firmato i documenti del divorzio.
Cristina non sa come comportarsi con Burke, che vuole una relazione seria.
La madre di Meredith, Ellis, viene dimessa.
Alex e George si ritrovano bloccati in ascensore con un paziente di 25 anni, un poliziotto con una ferita di arma da fuoco al torace. A causa di un'emergenza, George deve aprire il torace del paziente e riesce così a salvargli la vita, mentre Alex è rimasto bloccato dalla paura.
Cristina ha a che fare con il signor Henry Lamott, un uomo che per sentire meno il dolore, essendo allergico a tutti gli antidolorifici, guarda porno 24 ore al giorno.
Derek e Meredith si occupano di Anna Chue, una ragazza cinese hmong che deve essere operata per un tumore, altrimenti rischia di rimanere paralizzata. Tuttavia Anna prima dell'intervento deve riavere una delle sue anime: Derek e Meredith fanno venire uno sciamano.
Izzie si occupa della signora Verna Bradley, una donna che ogni anno, lo stesso giorno, negli ultimi sette anni, ha avuto un attacco cardiaco, una cardiomiopatia da stress. La causa di questa patologia è che 7 anni prima, in quel giorno, era morto il suo vicino di casa, Ted, con cui la donna aveva avuto una storia extraconiugale per ben 27 anni.
Meredith implora Derek di chiudere definitivamente con Addison.
- Guest star: Steven W. Bailey (Joe), Kate Burton (Dr. Ellis Grey), Brent Briscoe (Henry Lamott), SallyAnn Brooks (Marie Lamott), Michelle Krusiec (Anna Chue), Mimi Kennedy, François Chau, Daniel Bess.
- Riferimento del titolo: Il titolo fa riferimento all'omonimo brano dei Method Man.

## Dentro di te come un treno
- Titolo originale: Into You Like A Train
- Diretto da: Jeff Melman
- Scritto da: Krista Vernoff

### Trama
Derek arriva al bar solo quando Meredith se ne è già andata: i ragazzi infatti hanno ricevuto una chiamata d'emergenza a causa di un deragliamento di un treno appena fuori Seattle e vanno tutti in ospedale.
Addison e Izzie si occupano di una donna incinta al 9 mese ustionata.
George, Bailey, Derek e Burke hanno a che fare con due persone rimaste trafitte da un palo di metallo: una ragazza, Bonnie Crasnoff, e un uomo, Tom Maynard. La ragazza è in condizioni gravissime ed è impossibile salvarla.
Alex è al pronto soccorso a fare suture, e deve sopportare i commenti insolenti di una delle pazienti in pronto soccorso, che inizialmente sembrava avere solo qualche taglio, ma che alla fine muore a causa di una emorragia interna non diagnosticata.
Cristina si occupa con Richard di riattaccare la gamba a un paziente, ma a causa dell'incidente le gambe mozzate sul luogo sono tante, quindi saranno necessari diversi tentativi per trovare quella giusta.
Meredith, ancora troppo ubriaca, si mette in disparte e chiede a Derek di scegliere lei, ma l'uomo decide di restare con Addison.
- Guest star: Steven W. Bailey (Joe), Monica Keena (Bonnie Crasnoff), Bruce A. Young (Tom Maynard), Kym Whitley, Cynthia Ettinger, Juliette Jeffers, Michelle Arthur.
- Riferimento del titolo: Il titolo fa riferimento all'omonimo brano dei The Psychedelic Furs, del quale è stata fatta una reinterpretazione dagli Jawbreaker.
- Nota: il 18 dicembre 2017, sulla tratta ferroviaria che collega Seattle e Portland, un treno è veramente uscito dai binari causando 3 morti e 100 feriti.

## Qualcosa di cui parlare
- Titolo originale: Something to Talk About
- Diretto da: Adam Davidson
- Scritto da: Stacy McKee

### Trama
Addison e Derek sono tornati insieme e per tentare di far funzionare il loro matrimonio vanno da un consulente matrimoniale: Addison vuole che Derek smetta di parlare con Meredith e Derek vuole che Addison si trasferisca definitivamente a Seattle.
In ospedale ormai tutti sanno che Meredith è stata piantata e sparlano di lei.
Izzie e Cristina rubano un caso da psichiatria: si tratta di un uomo apparentemente incinto, che in realtà ha un teratoma. Il caso finirà sulla bocca di tutti e si faranno anche diverse scommesse sul contenuto della pancia, finché Meredith, esausta, non caccia tutti fuori dalla stanza del paziente, intimorito e a disagio.
Burke e George si occupano di una donna insopportabile con tutti (compreso il marito sottomesso che alla fine la lascerà) e, alla sua quinta operazione a cuore aperto, il cuore della donna prende fuoco durante l'intervento.
Burke decide di uscire allo scoperto e di confessare la sua relazione con Cristina a Richard, nonostante Cristina non sia d'accordo.
Alex e Derek si occupano di Nicole, una ragazza diciottenne paralizzata che deve decidere se sottoporsi o meno a un intervento che le renderebbe possibile controllare la sua vescica: Karev deve passare tutta la giornata con lei, che alla fine deciderà di sottoporsi all'intervento. Alla fine dell'episodio, Alex finalmente bacia Izzie molto appassionatamente.
- Guest star: Tyrees Allen (Dr. Saltzman), Steven W. Bailey (Joe), Joe Sikora (Shane Herman), Michelle Ongkingco (Kate Verma), Elaine Kagan, Francis Guinan, Reni Santoni, Patti Yasutake.
- Riferimento del titolo: Il titolo fa riferimento all'omonimo brano di Bonnie Raitt e Badly Drawn Boy che fa parte della colonna sonora del film About a boy - Un ragazzo.

## Lascia che sia
- Titolo originale: Let It Be
- Diretto da: Lesli Linka Glatter
- Scritto da: Mimi Schmir

### Trama
George salva, grazie all'intervento provvidenziale di un piccione, un lavavetri, Stu, caduto dal quinto piano di un palazzo. Il lavavetri, nonostante la caduta, non sembra avere gravi problemi medici. Nonostante ciò, l'uomo è triste: in realtà aveva tentato il suicidio, perché la sua fidanzata Daisy l'aveva lasciato 10 anni prima. Dato che la donna lavora nell'amministrazione dell'ospedale, George decide di andare a cercarla per raccontarle l'accaduto. L'uomo muore in sala operatoria.
Derek e Addison ricevono la visita di una coppia di cari amici, Savannah e suo marito Weiss. Savannah è decisa a farsi togliere utero e seno, terrorizzata all'idea di potersi ammalare in futuro di cancro, dato che la madre, la zia e la cugina lo hanno avuto. Weiss non è assolutamente d'accordo con la donna, desiderando anche avere dei figli con lei.
Cristina e Burke cercano di vivere come una coppia normale e decidono di uscire insieme a cena. Durante la loro cena galante, piena di silenzi imbarazzanti, un uomo sviene per una dissecazione dell'aorta toracica e ovviamente Burke e Cristina intervengono prontamente portando l'uomo in ospedale.
Richard continua a insistere con la Bailey perché accetti la borsa di studio dell'ospedale e lei sembra non essere interessata. Richard pensa che sia perché la Bailey ha ricevuto offerte migliori da altri ospedali, perciò alla fine la dottoressa Miranda è costretta a spiegargli di dover rifiutare perché è incinta.
Meredith si occupa di un'anziana donna, la signora Sorrento, che ha un cancro della colecisti. Meredith si rifiuta di parlare a Derek.
- Guest Star: Arija Bareikis (Savannah), Joseph Lyle Taylor (Weiss), Shelley Berman (Jed), Geoffrey Rivas (Stu), Brittany Ishibashi (Talia), Janet Rotblatt (Esme).
- Riferimento del titolo: Il titolo fa riferimento all'omonimo brano dei The Beatles, Let It Be.

## Grazie per i ricordi
- Titolo originale: Thanks for the Memories
- Diretto da: Michael Dinner
- Scritto da: Shonda Rhimes

### Trama
È il giorno del Ringraziamento e alcuni dei medici, nonostante ciò, non riescono a stare lontani dall'ospedale.
Richard dovrebbe tornare a casa dalla moglie, invece resta in ospedale tutta la giornata.
Izzie è a casa, impegnata in cucina a preparare la cena, con l'aiuto di Burke.
Cristina non resiste e si reca in ospedale dove assiste la Bailey durante un intervento.
George va a caccia di tacchini con suo padre e i suoi fratelli Jerry e Ronnie, ma uno dei fratelli colpisce sul sedere il padre che viene quindi ricoverato in ospedale.
Meredith e Derek si occupano di un paziente che, dopo un coma di 16 anni, si risveglia per poi morire poco dopo durante un'operazione.
Addison aspetta Derek, con cui aveva un appuntamento, ma Derek è in ospedale con Meredith a operare.
Alex passa la giornata nei sotterranei dell'ospedale a studiare per l'esame, arrivando così in ritardo alla cena del Ringraziamento organizzata da Izzie.
- Special Guest Star: Brian Kerwin (Holden McKee).
- Guest Star: Steven W. Bailey (Joe), George Dzundza (Mr. O'Malley), Tim Griffin (Ronny O'Malley), Greg Pitts (Jerry O'Malley), Sarah Utterback (Olivia).
- Riferimento del titolo: Il titolo fa riferimento all'omonimo brano composto da Frank Sinatra, utilizzato anche da Bob Hope. Marilyn Monroe cantò questa canzone al presidente Kennedy al suo 45º compleanno, insieme con la famosa Happy Birthday, Mr. President.

## Davvero troppo
- Titolo originale: Much too Much
- Diretto da: Wendey Stanzler
- Scritto da: Gabrielle Stanton e Harry Werksman

### Trama
Addison si trasferisce definitivamente a Seattle e incomincia subito a occuparsi di una donna, Dorie Russell, incinta di cinque gemelle con gravi problemi medici. Una delle gemelle, Lucy, ha un idrocefalo che potrebbe causarle danni cerebrali. Un'altra delle gemelle, Emily, ha un'ipoplasia cardiaca per cui dovrà essere operata da Burke. Un'altra delle bambine ha degli organi che le stanno nascendo all'esterno del corpo.
Meredith si deve occupare in ospedale di Steve Murphy, il ragazzo con cui è andata a letto la sera prima. Il ragazzo ha un'erezione che non vuole scomparire: sembra che si sia rotto il pene, in realtà ciò è dovuto a un tumore. Quando la Bailey chiede un consulto per il ragazzo a Derek, e il ragazzo fa capire al dottor Shepard di aver passato la notte con lei, Meredith si vergogna da morire.
Alex e Derek si occupano di Robert Martin, un uomo con un tumore congenito dell'ipofisi e che, per poter essere operato, non deve bere acqua.
Alex non riesce a far sesso con Izzie mentre ci riesce benissimo con l'infermiera Olivia e Izzie li scopre.
Burke dà a Cristina una copia delle chiavi di casa sua.
- Guest star: Curtis Armstrong (Robert Martin), Margaret Welsh (Dorie Russell), Pat Healy (Tom Russell), Sunkrish Bala (Steve Murphy), Sarah Utterback (Olivia), Robin Pearson Rose (Patricia).
- Riferimento del titolo: Il titolo fa riferimento all'omonimo brano dei The Who.

## Cuori solitari
- Titolo originale: Owner of a Lonely Heart
- Diretto da: Dan Minahan
- Scritto da: Mark Wilding

### Trama
Le 5 gemelle sono nate e tutto lo staff dell'ospedale se ne sta occupando: Meredith si occupa di Charlotte, Cristina di Julie, Izzie di Emily, George di Lucy, Alex di Kate. Per Emily non c'è nulla da fare, nonostante Burke provi a operarla.
George si occupa di Carl Murphy, un uomo escursionista con melanomi multipli: deve attaccargli delle sanguisughe sui melanomi.
Alex ha commesso un errore somministrando una dose troppo massiccia di farmaci al paziente Robert Martin, che a seguito di ciò è entrato in coma.
Izzie è furibonda con Alex, dopo averlo trovato a letto con Olivia.
Cristina si deve occupare di Constance Ferguson, un'assassina che era in carcere in isolamento, così ha ingoiato 4 lamette per farsi una "gita" in ospedale. La donna deve essere operata.
Addison decide di essere dura con Izzie, su consiglio di Richard che la sprona a trattarla non da amica ma da capo, per farla diventare un ottimo chirurgo.
Questo episodio doveva inizialmente essere chiamato Little Creatures.
- Guest star: Rosanna Arquette (Constance Ferguson), Curtis Armstrong (Robert Martin), Timothy Bottoms (Carl Murphy), Margaret Welsh (Dorie Russell), Pat Healy (Tom Russell), Sarah Utterback (Olivia).
- Riferimento del titolo: Il titolo fa riferimento all'omonimo brano cantato dagli Yes, Owner of a Lonely Heart.

## Lo spirito del Natale
- Titolo originale: Grandma Got Run Over by a Reindeer
- Diretto da: Peter Horton
- Scritto da: Krista Vernoff

### Trama
Il Natale si sta avvicinando e gli specializzandi sono al lavoro come sempre.
Derek e Izzie si occupano di un uomo caduto dal tetto di casa mentre montava le luci per il Natalhukka: la caduta gli ha causato un ematoma subdurale, perciò l'uomo viene operato.
Meredith si occupa di un uomo con una perforazione gastrica.
George si occupa di Nadia Shelton, una donna che ha avuto 3 ulcere emorragiche negli ultimi 5 anni; il suo intervento, ritenuto non urgente, viene rimandato di continuo. La donna però a un certo punto ha un'altra ulcera, così viene operata d'urgenza dalla Bailey.
Burke e Cristina si occupano di Justin, un bambino che deve subire un trapianto di cuore e che ne ha già subito uno appena nato. Il bambino è depresso, non ha voglia di vivere, ma Cristina si affeziona a lui e riesce a infondergli un po' di voglia di vivere così che il bambino smette di rigettare il cuore nuovo.
Alex deve preparare l'esame e Meredith, George e Cristina gli danno una mano a studiare, suscitando l'ira di Izzie che tuttavia alla fine aiuta ella stessa Alex nello studio.
Addison è eccitata per il Natale e cerca di coinvolgere Derek, ma lui si mostra piuttosto disinteressato e alla fine le confessa di essere ancora innamorato di Meredith, nonostante abbia scelto di restare con lei.
- Guest star: Steven W. Bailey (Joe), Helen Slater (Nadia Shelton), Jenny O'Hara (Madre Signor Shelton), Michael Hyatt (Mariann), Andrew Bilgore (Tim Hasting), Kathe Mazur (Mrs. Hasting), Richard Jenik (Jimmy Shelton), C.J. Sanders (Justin), Robin Pearson Rose (Patricia).
- Riferimento del titolo: Il titolo fa riferimento a una canzone di Natale, intitolata appunto Grandma Got Run Over by a Reindeer.

## Ricominciare
- Titolo originale: Begin the Begin
- Diretto da: Jessica Yu
- Scritto da: Kip Koenig

### Trama
È pronto un nuovo cuore per Denny Duquette: la Bailey e Cristina prendono un aereo per andare a recuperarlo in Idaho. Il paziente, Denny, fa amicizia con Izzie, che sembra piacergli. La cosa infastidisce Alex.
Alex al pronto soccorso si occupa di Malar Pascowitz, uno scrittore che ha ingoiato il suo romanzo, ritenendolo una vera porcheria. A causa di ciò, l'uomo si è provocato un avvelenamento da mercurio, presente nella carta.
Meredith trova Derek a far visita a sua madre, poiché Richard vorrebbe sottoporla a una cura sperimentale per malati di Alzheimer.
Addison e George si occupano di Becks Singleton, una ragazzina autolesionista che scopre di essere ermafrodita.
Addison è arrabbiata con Derek perché le ha confessato di amare Meredith. Addison inoltre non sopporta più di dover vivere in una roulotte.
- Guest star: Kate Burton (Dr. Ellis Grey), Jeffrey Dean Morgan (Denny Duquette), Becca Gardner (Becks Singleton), Lauren Tom (Audrey), Stephen Spinella (Malar Pascowitz), John Prosky (Mr. Singleton), Shannon Cochran (Mrs. Singleton).
- Riferimento del titolo: Il titolo fa riferimento all'omonimo brano dei R.E.M.. Può essere confuso come un riferimento al brano di Cole Porter, Begin the Beguine.

## Tenere piccole bugie
- Titolo originale: Tell Me Sweet Little Lies
- Diretto da: Adam Davidson
- Scritto da: Tony Phelan e Joan Rater

### Trama
La situazione a casa di Meredith è diventata insostenibile a causa del cane, Doc. George la pone di fronte a una scelta: o lui o il cane e Meredith sembra pensarci su. Alla fine i ragazzi decidono di lasciare Doc da Derek e Addison.
La Bailey incomincia ad avere qualche problema dovuto alla sua gravidanza, perciò chiede un consulto ad Addison che le ordina di stare a casa a letto fino alla fine della gravidanza.
Alex e Izzie si occupano di Yuma Miasaki, una ragazza di 22 anni con un persistente singhiozzo.
Burke e Meredith si occupano di Naomi Kline, una donna molto eccentrica che necessita di un intervento alla valvola cardiaca. La donna in realtà appare eccessivamente felice a causa di un tumore che aumenta il suo livello di serotonina.
Cristina e Derek si occupano di un chitarrista con tre dita mozzate.
George si occupa di Sophie Larson, un'anziana paziente che si rifiuta di lasciare l'ospedale.
Burke è convinto che Cristina si sia trasferita da lui e Meredith cerca di convincere sé stessa e gli altri che tra lei e Derek ora non c'è più niente e che sono solo amici. Solo alla fine Meredith riesce ad ammettere con Cristina che per lei Derek è ancora "il dottor Stranamore".
Le infermiere incominciano uno sciopero di 10 giorni.
- Guest Star: Carole Cook (Sophie Larson), Donovan Leitch (Rick Friart), Robin Pearson Rose (Patricia), Nancy Linari (Figlia di Sophie).
- Riferimento del titolo: Il titolo fa riferimento al testo di Little Lies, un brano dei Fleetwood Mac.

## La linea
- Titolo originale: Break on Through
- Diretto da: David Paymer
- Scritto da: Zoanne Clack

### Trama
Le infermiere del Seattle Hospital sono in sciopero e l'ospedale si trova in una grave situazione di crisi.
George si schiera dalla parte delle infermiere, aderendo alla loro protesta.
La Bailey è in maternità e a sostituirla arriva Sidney Heron, una dottoressa piuttosto bizzarra che viene evitata da tutti gli specializzandi a causa del suo metodo di cura basato "sull'amore".
Alex e Cristina si occupano di una donna maratoneta venticinquenne affetta da fascite necrotizzante, che necessiterebbe dell'amputazione di una gamba, ma la dottoressa Sidney non vuole farlo. Cristina allora chiede a Burke di intervenire e dopo averlo fatto Burke è deluso per essere intervenuto. Alla fine Cristina è costretta a chiedere scusa a Sidney, che è riuscita a salvare la gamba e rimuovere il tessuto necrotico.
Meredith, scandalizzata, trova Richard a trovare sua madre e sospetta che tra loro ci sia stato qualcosa in passato.
Inoltre in ospedale si trova costretta a staccare la spina a Grace, una donna anziana malata terminale, che in precedenza aveva rianimato, non conoscendo le sue volontà. Meredith così viene colta da un attacco di panico all'idea che sua madre muoia sola: a sostenerla in questi attimi di panico c'è Derek.
Izzie e Addison si occupano di Chayenne Wood, una giovanissima ragazza incinta con un tumore fetale spinale: Izzie rivela alla ragazza di avere una bimba di 11 anni, che ha dato in adozione perché non avrebbe potuto crescerla adeguatamente.
- Guest star: Steven W. Bailey (Joe), Kate Burton (Dr. Ellis Grey), June Lockhart (Agnes), Betty Garrett (Eleanor), Kali Rocha (Dr. Sydney Heron) Leisha Hailey (Claire Solomon), Sarah Utterback (Olivia), Robin Pearson Rose (Patricia, Rae Allen (Ruth), Monica Calhoun (Mrs. Wood), Kenneth Mitchell (Wade Solomon), Regine Nehy (Chayenne Wood).
- Riferimento del titolo: Il titolo fa riferimento all'omonimo brano dei The Doors.

## Apocalisse (Codice nero)
- Titolo originale: It's The End of the World
- Diretto da: Peter Horton
- Scritto da: Shonda Rhimes

### Trama
Meredith si sveglia con un presentimento di morte.
Al Seattle Grace Hospital arriva un uomo che si è sparato con un bazooka e per cercare di fermare l'emorragia la paramedica Hannah Davies (Christina Ricci) mantiene la sua mano dentro la ferita, non sapendo che cosa stia toccando.
Mentre si trova in sala operatoria, Burke viene avvertito da Alex che il proiettile non è esploso e che quell'uomo è ora una potenziale bomba che potrebbe far saltare per aria l'intero ospedale: dichiara quindi un codice nero.
L'ala dell'ospedale viene evacuata e in sala operatoria restano solo un paio di medici e Hannah.
Izzie, impotente di fronte al pericolo dell'esplosione, decide di prendere il controllo della sua vita e fare sesso con Alex.
Mentre gli artificieri arrivano, Derek si rifiuta di abbandonare la sala operatoria accanto, perché sotto i ferri c'è Tucker Jones, il marito della Bailey, la quale in quel momento si trova in un'altra parte dell'ospedale con le doglie e pronta a partorire.
Nonostante tutto, poco dopo Hannah, rimasta sola con Meredith in sala operatoria, in un attimo di cedimento emotivo scappa via e istintivamente Meredith mette la sua mano dentro l'uomo bomba.
- L'episodio fu trasmesso negli Stati Uniti subito dopo il quarantesimo Super Bowl; fu seguito da 38,1 milioni di telespettatori, diventando così l'episodio più seguito di sempre di Grey's Anatomy.
- Special Guest star: Christina Ricci (Hannah Davies),
- Guest Star: Kyle Chandler (Dylan Young), Jillian Armenante (Mindy Carlson), Cress Williams (Tucker Jones), Larry Clarke (Paul), Sarah Utterback (Olivia).
- Riferimento del titolo: Il titolo fa riferimento al brano dei R.E.M. It's the End of the World as We Know It (And I Feel Fine). L'episodio seguente si collega alla stessa canzone.

## Presentimento (Codice nero)

Meredith viene sbalzata all'indietro dopo che la bomba esplode in una corsia dell'ospedale.

- Titolo originale: (As We Know It)
- Diretto da: Peter Horton
- Scritto da: Shonda Rhimes

### Trama
Meredith ha la mano nel torace dell'uomo-bomba e sull'ordigno.
Gli artificieri spostano l'uomo in un'altra sala operatoria, poiché quella in cui stavano si trova proprio sopra il principale condotto che porta l'ossigeno a tutto l'ospedale, perciò un'esplosione avrebbe potuto far saltare in aria tutto l'edificio.
Derek continua a operare Tucker, il marito della Bailey, che nel frattempo partorisce solo grazie a George che riesce a convincerla e si offre di assisterla, nonostante lei non voglia partorire senza il marito.
Terminato l'intervento di Tucker, Derek scopre che la ragazza che tiene in mano la bomba adesso è Meredith.
Meredith riesce a estrarre la bomba dal corpo del paziente, dandola all'artificiere.
Tuttavia non appena l'artificiere esce dalla stanza con la bomba, questa gli scoppia in mano e l'artificiere muore.
Meredith è invece soltanto lievemente ferita, e l'intero piano dell'ospedale è distrutto.
Webber nel frattempo ha un attacco d'ansia e viene ricoverato.
Alla fine della giornata l'uomo che aveva la bomba in corpo dà segni di miglioramento, segno che sopravvivrà.
Bailey chiama suo figlio William George.
- Special Guest star: Christina Ricci (Hannah Davies).
- Guest Star: Kyle Chandler (Dylan Young), Loretta Devine (Adele), Jillian Armenante (Mindy Carlson), Cress Williams (Tucker Jones).
- Riferimento del titolo: Il titolo fa riferimento al brano dei R.E.M. It's the End of the World as We Know It (And I Feel Fine). L'episodio precedente si collega alla stessa canzone.

## Ieri
- Titolo originale: Yesterday
- Diretto da: Rob Corn
- Scritto da: Krista Vernoff
- Soggetto: Mimi Schmir

### Trama
Burke scopre che Cristina continua a tenere il suo vecchio appartamento.
George vorrebbe farsi avanti con Meredith.
Izzie dice ad Alex che tra loro non potrà accadere mai più nulla, ma poi l'"animale del sesso" addormentato vorrà ancora essere nutrito, e i due continuano a fare sesso.
Nel frattempo arriva al Seattle Grace Mark Sloan, chirurgo plastico: è lui l'uomo con cui Addison ha tradito Derek. Appena arrivato, Mark prova ad abbordare Meredith così, vedendolo, Derek gli sferra un pugno in volto. Mark sembra far subito breccia nel cuore delle specializzande, che lo rinominano "Dottor bollore" (Mc Steamy).
All'ospedale Addison, George e Izzie si occupano di Pamela Calva, una ragazza con continui orgasmi spontanei.
Meredith si occupa di un uomo che deve subire un rischioso intervento e decide di fare dei video di addio per alcune persone per vendicarsi di tutto quello che gli hanno fatto nel corso della vita.
Derek e Cristina si occupano di un ragazzo sfigurato da un tumore osseo. Mark Sloan convince Webber e i genitori del ragazzo a tentare un intervento, durante quello al cervello, per rimuovere le escrescenze ossee e donargli un volto normale. Il ragazzo muore durante il doppio intervento, ma Mark gli sistema il volto post mortem.
Mark cerca di convincere Addison a tornare a New York con lui, perché non era stata solo un'avventura, loro si amavano ed erano rimasti insieme dopo la fuga di Derek.
Meredith, ormai certa della relazione clandestina di sua madre e Webber, va da suo padre, Thatcher Grey, a chiedergli come mai se ne sia andato di casa anziché restare a combattere per riavere indietro la loro famiglia. L'uomo non riesce a dirle nulla né a trovare una spiegazione.
Alla fine George si rivela a Meredith e lei, decisamente provata per la situazione con il padre e con Derek, finisce per andare a letto con lui.
- Guest star: Eric Dane (Dr. Mark Sloan), Kate Burton (Ellis Grey), Jeff Perry (Thatcher Grey), Julio Oscar Mechoso (Chucky Eaton), Arlene Tur (Pamela Calva), Jesse Plemons (Jake Burton), Steven W. Bailey (Joe).
- Riferimento del titolo: Il titolo fa riferimento all'omonimo brano dei The Beatles, Yesterday.

## Che cosa ho fatto per meritarmi questo?
- Titolo originale: What Have I Done to Deserve This?
- Diretto da: Wendey Stanzler
- Scritto da: Stacy McKee

### Trama
George non parla più con Meredith, dopo quello che è successo tra loro la notte precedente.
Addison portando a spasso il cane si è presa una dermatite da ortica in un punto intimo; chiede così aiuto alla Bailey.
In ospedale torna Denny Duquette e Izzie si precipita al suo capezzale, trascurando Alex e la loro relazione e mostrando un attaccamento particolare verso il suo nuovo paziente.
Burke, Cristina e George si occupano di Keith Polus, un uomo che ha avuto un infarto del miocardio e che ha un aneurisma coronarico molto pericoloso. L'uomo necessita di una rischiosissima operazione per cercare di togliere l'aneurisma.
Derek, Meredith e Alex si occupano di Shawn Beglighter, un bambino che, dopo essere stato colpito da una pallonata, ha un'ipertensione endocranica. Il bambino è figlio di una coppia di uomini gay, uno dei quali è particolarmente ansioso per il figlio.
George cade dalle scale litigando con Meredith e si sloga una spalla: finisce a farsi sistemare la spalla dalla dottoressa di ortopedia Callie Torres. Infine decide di lasciare la casa di Meredith e di trasferirsi da Burke che gli offre ospitalità.
- In questo episodio la voce di sottofondo è quella di George.
- Guest star: Ann Cusack (Amy), Jeffrey Dean Morgan (Denny Duquette), Sara Ramírez (Dr. Callie Torres), Sarah Utterback (Infermiera Olivia), Jonathan Slavin (Rick), Mark Harelik (Keith Polus), Matt Roth (Michael), Cress Williams (Tucker Jones), Noah Gray-Cabey (Shawn Beglighter).
- Riferimento del titolo: Il titolo fa riferimento all'omonimo brano dei Pet Shop Boys e Dusty Springfield.

## Quando un cerotto non basta
- Titolo originale: Band-Aid Covers the Bullet Hole
- Diretto da: Julie Ann Robinson
- Scritto da: Gabrielle Stanton e Harry Werksman

### Trama
George si è trasferito da Burke e i due sembrano particolarmente in sintonia: ciò infastidisce Cristina.
Cristina in ospedale si deve occupare per l'intera giornata del bimbo della Bailey che deve controllare.
Meredith e Derek si occupano della signora Sylvia Booker, una donna con una forchetta infilata nel collo: la donna ha inoltre un aneurisma cerebrale che è stato sempre giudicato dai medici non operabile, ma che Derek opera riuscendo a salvarle la vita.
Addison si occupa della signora Gibson, una donna incinta il cui marito sembra interessato più ad Addison che alla moglie. Addison si sente lusingata da ciò, ma poi si rende conto che sta facendo un errore.
George si occupa insieme con Callie di Heath Mercer, un giocatore di hockey con varie fratture alla mano: il ragazzo finisce per tagliarsi un dito appositamente per partecipare a un'importante gara, ma così facendo la ferita si infetta provocando alla mano danni così pesanti da determinare la fine della sua carriera nell'hockey.
Meredith e Derek decidono di essere amici e Meredith finisce per confessargli di essere andata a letto con George.
Derek si rende conto che il fatto che Addison lo abbia tradito con Mark è in parte stato anche colpa sua, poiché era sempre assente e distante e non prendeva in considerazione sua moglie.
Izzie si occupa di Denny che ha bisogno di un nuovo cuore. Alex è geloso del legame tra i due e cerca di allontanarli.
- Guest star: Sara Ramírez (Dr. Callie Torres), Jeffrey Dean Morgan (Denny Duquette), Natalie Cole (Sylvia Booker), Teddy Dunn (Heath Mercer), Stephen Lee (Mr. Gibson), Tim Edward Rhoze (Kyle Booker).
- Riferimento del titolo: Il titolo fa riferimento all'omonimo brano degli Scarling.

## Se un soldino troverai...
- Titolo originale: Superstition
- Diretto da: Tricia Brock
- Scritto da: James D. Parriott

### Trama
La giornata al Seattle Grace comincia male: 4 interventi, 4 decessi.
Ogni medico ha un suo rituale o porta fortuna in sala operatoria.
Burke non riesce a trovare il copricapo con le note musicali che utilizza quando opera ed è convinto che sia a causa della mancanza di questo che gli interventi stanno andando male.
Cristina, George e Derek si occupano di Jesse, un ragazzo di 32 anni con un lieve trauma cranico e disturbi ossessivo compulsivi. Il ragazzo muore durante un intervento.
Meredith e Callie si occupano della signora Nikki Ratley che dice di essere stata colpita da un fulmine, ma non ha nessun segno di ciò. La donna cambia varie volte il suo racconto finché Meredith intuisce che probabilmente la donna, per spiare il suo ex-fidanzato si era arrampicata su di un albero che poi un fulmine ha colpito facendoglielo crollare addosso. La donna ha una lacerazione alla milza e necessita di un'asportazione immediata, ma muore perché rifiuta di essere operata, ritenendo di avere un oroscopo pessimo per questa giornata.
Richard si occupa di Ollie Warner, la sua ex referente nel gruppo degli alcolisti ed ex alcolista, che ha la cirrosi e necessita di un trapianto di fegato. La donna sopravvive a un intervento palliativo, in attesa del nuovo fegato.
Alex e Izzie si occupano di Denny Duquette, che deve essere operato di nuovo, ma non vorrebbe operarsi perché la leggenda dell'ospedale prevede che i decessi arrivino in gruppi di tre o di sette e, essendocene già stati 4, ne arriveranno altri 3 entro la fine della giornata. Nonostante ciò, Denny è costretto a operarsi perché ha un grande coagulo; l'intervento va bene e Izzie, dopo aver lasciato Alex, lo bacia.
Addison cerca di essere amica di Meredith, e George cerca di riottenere da Cristina il copricapo di Burke prima che incominci la sua prossima operazione.
A fine giornata i morti sono 6. Prima di tornare a casa, Alex dice a George di piantarla di prendersela con Meredith perché ciò che è successo tra i due capita, non è colpa di nessuno e George lo deve accettare dato che fare la vittima lo rende soltanto patetico.
- Guest star: Sara Ramírez (Dr. Callie Torres), Jeffrey Dean Morgan (Denny Duquette), Michaela Watkins (Nikki), Mary Kay Place (Ollie), Omar Metwally (Jesse), Anjul Nigam (Raj).
- Riferimento del titolo: Il titolo fa riferimento all'omonimo brano di Stevie Wonder.

## Le regole del gioco
- Titolo originale: The Name of the Game
- Diretto da: Seith Mann
- Scritto da: Blythe Robe

### Trama
In ospedale arriva Mollie Grey Thompson, una ragazza incinta di 22 anni: in realtà si tratta della sorellastra di Meredith, in quanto figlia di Tatcher Grey e della sua nuova moglie Susan. Il bambino ha un'ernia diaframmatica perciò Addison deve operare Mollie. Parlando con Mollie, senza rivelarle di essere sua sorella, Meredith scopre che Mollie ha anche un'altra sorella, Lexie.
Izzie si occupa di Denny.
Cristina e Richard si sfidano a livello medico durante un corso di aggiornamento di chirurgia endoscopica.
Callie non sembra piacere molto a Izzie, anche se George sembra voler instaurare una relazione con lei.
Alex e Burke lavorano al caso della signora Carver, che è in fin di vita ma non vuole rivelarlo alla figlia, fino a quando Alex non la convince a farlo altrimenti la figlia la odierà per sempre. Burke accusa Alex di essere troppo diretto con i pazienti, ma lo specializzando non accetta la critica perché sostiene di farlo a fin di bene. Alla fine la situazione dà ragione ad Alex perché grazie alle sue parole la donna trova il coraggio di dire alla figlia la verità.
La Bailey si trova ad assistere Derek in una delicata operazione su un ragazzino, Andrew, con un tumore al cervello. La Bailey reagisce in modo inaspettato.
George scopre che Callie vive nel seminterrato dell'ospedale.
- Special Guest star: Chris O'Donnell (Finn Dandridge).
- Guest star: Sara Ramírez (Dr. Callie Torres), Jeffrey Dean Morgan (Denny Duquette), Jeff Perry (Thatcher Grey), Mandy Siegfried (Molly Grey Thompson), Jusak Yang Bernhard (Seminar Teacher), Steven W. Bailey (Joe), Emilee Wallace (Amelia Carver), Harrison Knight (Andrew Willis), Mare Winningham (Susan Grey), Laurie Metcalf (Beatrice Carver).
- Riferimento del titolo: Il titolo fa riferimento all'omonimo brano degli ABBA, The Name of the Game.

## Sotto pressione
Lo speciale è un riassunto dei precedenti 10 episodi.
- Riferimento del titolo: Il titolo fa riferimento all'omonimo brano cantato dai Queen e David Bowie.
- Curiosità: Un episodio della settima stagione ha lo stesso titolo.

## Combattere
- Titolo originale: Blues for Sister Someone
- Diretto da: Jeff Melman
- Scritto da: Elizabeth Klaviter

### Trama
Meredith conosce il veterinario di Doc, il Dr. Finn Dandrige, che resta immediatamente affascinato da lei e le chiede di uscire.
Derek e Addison cercano di fare del sesso decente, ma non ci riescono affatto.
George è stato cacciato dall'appartamento di Burke, ingelositosi perché George aveva visto Cristina nuda girare per l'appartamento.
George così si trasferisce a vivere provvisoriamente con Callie, nel seminterrato dell'ospedale.
In ospedale arriva Eugene Foote, un famoso musicista, il preferito di Burke, che vuole farsi togliere dallo stesso Burke il pacemaker perché da quando lo ha non riesce più ad avere il ritmo di prima. Tuttavia l'intervento non riesce e il paziente muore in sala operatoria, lasciando sconvolto Burke per aver ucciso il suo idolo.
Alex si trova obbligato a lavorare con Addison a un caso ginecologico di Rose Ward, una donna che, incinta del settimo figlio, vuole farsi togliere le tube per non avere mai più figli, senza farlo sapere al religiosissimo marito, il signor Ward. Alex però non condivide la scelta della donna e soprattutto la decisione di non dire al marito che è stata lei a volersi far togliere le tube, mentre Addison la copre e inventa una complicazione in sala operatoria per cui ha ritenuto necessario togliergliele. Alex però consiglia al marito della donna di trovarsi un avvocato. Il signor Ward decide così di parlare con un avvocato, Addison viene denunciata e si trova nei guai. La dottoressa, allora, decide di vendicarsi di Alex tenendolo al proprio servizio a tempo indefinito. Derek, Izzie e George si occupano di Gwen Graber, una donna con problemi neurologici, un avvocato divorzista che soffre di crisi epilettiche, ma ha deciso di non operarsi ma semplicemente cambiare stile di vita abbandonando il suo stressante lavoro.
Meredith e la Bailey si occupano di Denny Duquette e durante la giornata la Bailey si accorge delle eccessive attenzioni di Izzie verso il paziente e va su tutte le furie.
Meredith accetta di uscire con Finn e quando Derek va dal veterinario perché Doc ha ancora problemi trova Meredith a casa di Finn. Ingelositosi, Derek torna alla roulotte e fa del "sesso bollente" con Addison.
Questo episodio doveva essere inizialmente intitolato Rhythm of Life.
- Special Guest star: Chris O'Donnell (Finn Dandrige).
- Guest star: Sara Ramírez (Dr. Callie Torres), Jeffrey Dean Morgan (Denny Duquette), Albert Hall (Eugene Foote), Jayne Brook (Gwen Graber), Jean Louisa Kelly (Rose Ward), Andrew Borba (Mr. Ward).
- Riferimento del titolo: Il titolo fa riferimento all'omonimo brano di Lenny Kravitz.

## Questione di equilibrio
- Titolo originale: Damage Case
- Diretto da: Jeff Melman
- Scritto da: Elizabeth Klaviter

### Trama
Derek è furibondo con Meredith perché crede che sia andata a letto con Finn e le muove delle accuse pesanti, ma lei non subisce, e gli fa notare che è stato lui a lasciare lei quindi non ha il diritto di arrabbiarsi o insultarla per le sue scelte sentimentali. Alla fine, Derek dice a Meredith che la loro storia è finita per sempre.
Denny si aggrava e Izzie, insieme con Burke, cerca di convincerlo a restare in ospedale.
Izzie e Meredith prendono in giro Callie perché pensano che non si lavi le mani dopo essere stata in bagno, avendola vista una volta uscire dal bagno senza essersele lavate. In realtà, Callie era uscita per andare poi a lavarsele in cucina, dato che le ragazze la guardavano pronte a giudicarla.
Tutti si occupano di una famiglia coinvolta in un incidente causato da un ragazzo, Marshall, uno specializzando del Mercy West che ha avuto un colpo di sonno a causa delle troppe ore passate in ospedale senza dormire mai.
Marshall ha riportato un trauma cranico e alcune fratture, ma non ricorda nulla dell'incidente.
Sono rimasti feriti dell'incidente Noah e Melanie Reynolds.
Noah è un uomo di 25 anni con la rottura della rotula; il ragazzo viene operato da Callie e Izzie.
Melanie è una donna ventiduenne incinta che è rimasta gravemente coinvolta nell'incidente: la donna è in grave pericolo di vita e ha lesioni devastanti. Viene immediatamente sottoposta a un intervento, ma muore e Alex riesce a salvare il bambino. A fine episodio la famiglia riesce ad accettare le scuse di Marshall.
- Special Guest star: Chris O'Donnell (Finn Dandrige).
- Guest star: Sara Ramírez (Callie Torres), Jeffrey Dean Morgan (Denny Duquette), Frances Fisher (Betty Johnson), John Cho (Marshall), Graham S. Beckel (Jim Johnson), Sarah LaFleur (Melanie Reynolds), Gabriel Tigerman (Noah Reynolds).
- Riferimento del titolo: Il titolo fa riferimento all'omonimo brano dei Motörhead.

## 17 secondi
- Titolo originale: 17 Seconds
- Diretto da: Dan Minahan
- Scritto da: Mark Wilding

### Trama
Arrivano 13 feriti da arma da fuoco, a causa di una sparatoria in un ristorante provocata da un ragazzo che lavorava lì ed era stato licenziato.
Il cane di Meredith e Derek, Doc, ha un tumore osseo. Meredith e Derek non si parlano, Addison si accorge che tra loro c'è tensione e chiede spiegazioni a entrambi. Quando Addison scopre che tutto ciò è dovuto al fatto che Derek è geloso perché Meredith esce con il veterinario, fa una scenata a Derek in ospedale.
Burke parte con Alex per andare a recuperare un cuore per Denny Duquette, ma arrivato lì il cuore che gli era destinato cessa di battere e per l'altro cuore disponibile c'è già un candidato prima nella lista. Burke cerca in ogni modo di difendere il cuore, a costo di vedersela con una sua vecchia compagna di corso, la dottoressa Erica Hahn, decisa a non darglielo. Izzie, venuta a sapere della situazione, per permettere a Denny di avere quel cuore fa aggravare le sue condizioni mediche, tagliandogli i fili della pompa ventricolare che lo mantiene in vita, convinta che presto arriverà Burke con il cuore.
Tuttavia l'uomo della sparatoria arriva in ospedale, uccide il suo ex-capo e colpisce Burke, lasciandolo a terra nel sangue.
- Special Guest star: Chris O'Donnell (Finn Dandridge).
- Guest star: Sara Ramírez (Callie Torres), Jeffrey Dean Morgan (Denny Duquette), Ken Marino (Brad), Jesse Head (Will), Sydney Tamiia Poitier (Deborah), Michael Arden (Neal), Michael Mehlhoan (Doug Thomas), Brooke Smith (Dr. Erica Hahn), Steven W. Bailey (Joe), Robin Pearson Rose (Patricia).
- Riferimento del titolo: Il titolo fa riferimento all'omonimo brano dei The Cure, Seventeen Seconds.

## Fuggire o restare
- Titolo originale: Deterioration of the Fight or Flight Response
- Diretto da: Rob Corn
- Scritto da: Tony Phelan e Joan Rater

### Trama
Camille Trevis, la nipote diciassettenne di Richard, figlia della sorella di sua moglie Adele, viene ricoverata la sera del Ballo di fine corso: ha perso conoscenza durante un rapporto sessuale e la causa dei problemi è un tumore alle ovaie non guaribile.
Burke è stato colpito da un proiettile e le sue condizioni sono abbastanza gravi. Viene operato da Derek, per cercare di restituire piena funzionalità alla sua mano.
Izzie perde la testa quando scopre che Burke è in pericolo di vita e non è tornato con il cuore e gli altri specializzandi l'aiutano a mantenere stabile Denny. Quando la Bailey scopre l'accaduto caccia Izzie e rimprovera tutti gli specializzandi.
Il cuore per Denny arriva e l'uomo viene sottoposto al trapianto, eseguito dalla dottoressa Erica Hahn.
- Special Guest Star: Chris O'Donnell (Finn Dandrige).
- Guest star: Sara Ramírez (Dr. Callie Torres), Jeffrey Dean Morgan (Denny Duquette), Loretta Devine (Adele Webber), Hallee Hirsh (Claire), Tessa Thompson (Camille), Tiffany Hines (Natalie), Brooke Smith (Dr. Erica Hahn), Hallee Hirsh (Claire), Sarah Utterback (Olivia).
- Riferimento del titolo: Il titolo fa riferimento all'omonimo brano dei The Flaming Lips.
- In questo episodio compaiono più voci narranti, quelle di tutti i personaggi protagonisti.

## Ho perso il mio credo
- Titolo originale: Losing My Religion
- Diretto da: Mark Tinker
- Scritto da: Shonda Rhimes

### Trama
Una volta terminata l'operazione di Denny, Richard Webber interroga gli specializzandi coinvolti per scoprire chi ha staccato il cuore artificiale, ma tutti, tranne Alex, dicono di essere colpevoli. Il capo così li punisce impedendogli di vedere una sala operatoria e incaricandoli di occuparsi dell'organizzazione di un ballo di fine anno per sua nipote Camille all'interno dell'ospedale.
Meredith rivela al capo di aver capito che è stato lui la causa della fine del matrimonio dei suoi genitori.
Denny chiede a Izzie di sposarlo e la ragazza accetta, ma quando torna a trovarlo durante il ballo lo trova morto a causa di un ictus. Izzie poi confessa al capo di essere stata lei ad aver staccato la pompa ventricolare e di non poter più essere un chirurgo.
Finn avvisa Meredith che il cane Doc sta per morire, così Meredith e Derek decidono di farlo sopprimere.
Burke nonostante l'intervento ha ancora un tremore alla mano, Cristina se ne accorge e decide di aiutarlo in questo difficile momento e di restare al suo fianco.
Meredith, dopo aver fatto sesso con Derek in una saletta visite, viene invitata a tornare a casa con Finn, ma si blocca guardando Derek e resta immobile, come non sapendo chi scegliere.
- Special Guest star: Chris O'Donnell (Finn Dandridge).
- Guest star: Sara Ramírez (Dr. Callie Torres), Jeffrey Dean Morgan (Denny Duquette), Loretta Devine (Adele Webber), Hallee Hirsh (Claire), Tessa Thompson (Camille), Tiffany Hines (Natalie), Brooke Smith (Dr. Erica Hahn), Sarah Utterback (Olivia).
- Riferimento del titolo: Il titolo fa riferimento all'omonimo brano dei R.E.M., Losing My Religion.
- In questo episodio manca la voce narrante.